# Manahoac (konfederacija)
Manahoac (Mahock, Mahoc)/Tookerov (1895) prijevod "They are very merry," nije vjerojatan/, konfederacija danas izumrlih plemena američkih Indijanaca porodice Siouan koja prvih godina 17. stoljeća naseljavaju područja gornjeg toka rijeke Rappahannock i rijeci Rapidan u Virginiji, na mjestima današnjih okruga Stafford, Spottsylvania, Orange, Fauquier i Culpeper. Prema Swantonu njihov rani dom mogla bi biti dolina rijeke Ohio, ali ih 1608. John Smith nalazi u susjedstvu Monacana, i u ratu s Powhatanima i Susquehanna Indijancima. Dolaskom Smitha ovi Indijanci su zaratili s njim, jer su čuli da im je on došao oduzeti zemlju. Nakon dva poduzeta napada ipak su se sprijateljili, i Indijanci su njima u čast priredili svečani doček. U narednih nekoliko desetljeća oni će ipak brzo nestati iz povijesti. Sredinom 17. stoljeća (1654 ili 1656) u blizini slapova na rijeci James, izgleda da je jedno njihovo pleme, vjerojatno pravi Manahoaci ili Mahock potukli su kombinirane snage bijelaca i obalnih Indijanaca. Kasnije ih Lederer (1670.) nalazi na James riveru u blizini Monacana i naziva ih Mahock. Pleme Mahoc ili Mahock, kaže W. J. McGee,  pripadalo je konfederaciji Monacan, a Bushnell njihovo stanište identificira sa starim Monacan selom Massinacack. Godine 1700 Stegarakije guverner Virginije, Spotswood, šalje ih u Fort Christanna, gdje su i Meipontsky (drugo Monacan pleme), Stegaraki i po svoj prilici Ontponea. O njima se još čuje do 1723. Postoji dobri razlozi da se vjeruje kako su se ovi njihovi ostaci pomiješali s Tutelima i Saponima s kojima dijele kasniju sudbinu putovanja u New York i konačni nestanak. Izvorna populacija, prema Mooneyu bila je oko 1,500 (1600.). 

## Plemena konfederacije
- Hassinunga, gornji Rappahannock.
- Manahoac, prema Jeffersonu (1801), u okruzima Stafford i Spottsylvania. Vidi Mahock.
- Ontponea (Ontponi), okrug Orange.
- Shackaconia (Shackakoni), južna obala Rappahannock Rivera u okrugu Spottsylvania.
- Stegaraki (Stegarake), na rijeci Rapidan u okrugu Orange.
- Tanxnitania (Tauxitania), sjeverna obala gornjeg toka Rappahannocka u okrugu Fauquier.
- Tegninateo (Tegniati), u okrugu Culpeper County, gornji Rappahannock.
- Whonkentia, okrug Fauquier, kod izvora Rappahannocka.

## Etnografija
Arheološki nalazi pokazuju da su Manahoaci dugi period boravili u pordučjima uz rijeke Rappahannock i Rapidan. Na lokalitetima njihovih sela i kampova pronađeni su vrškovi strijela i klomljeni komadi keramike. Poput Powhatana prakticirali su uz agrar i sakupljanje voća i oraha i lov i ribolov. Kultura Manahoaca bila je kultura kamenog doba. Među kamenim artefaktima pronađene su kamene sjekire, strugači, glave za lule i drugo. Njihovo jedino selo poznato po imenu bilo je ribarsko naselje Mahaskahod. 

## Vanjske poveznice
- The Manahoac Confederacy of Virginia  Arhivirana inačica izvorne stranice od 25. kolovoza 2007. (Wayback Machine)
- Manahoac Indians  Arhivirana inačica izvorne stranice od 27. listopada 2007. (Wayback Machine)
- Manahoac  Arhivirana inačica izvorne stranice od 5. siječnja 2011. (Wayback Machine)